# Grabeis
Els grabeis (en llatí grabaei) eren un poble d'Il·líria que menciona Plini el Vell a la Naturalis Historia. La seva capital portava probablement el mateix nom (Oppidium Grabaei) i correspondria a la moderna Grahovo al sud de l'Hercegovina.